# رابطة تناسقية
الرابط التناسق أو الرابطة التساندية أو الرابطة التساهمية التناسقية هي نوع من أنواع الروابط التساهمية تتكون نتيجة مساهمة ذرة مع الأخرى بزوج من الإلكترونات غير المشتركة في روابط. تسمى الذرة التي تقدم زوجا من الإلكترونات بالذرة المانحة، والذرة الأخرى تسمى بالذرة المستقبلة والتي تقدم مدارًا فارغًا. وتنشأ هذه الرابطة بين الذرات لتكوين جزيئات، أو بين ذرة في جزيء وأيون، أو بين ذرة في جزيء وذرة في جزيء آخر ومثال عليها الرابطة في أيون الهيدرونيوم.

مثال للرابطة التساهمية التناسقية في أيون الأمونيوم.

## أمثلة

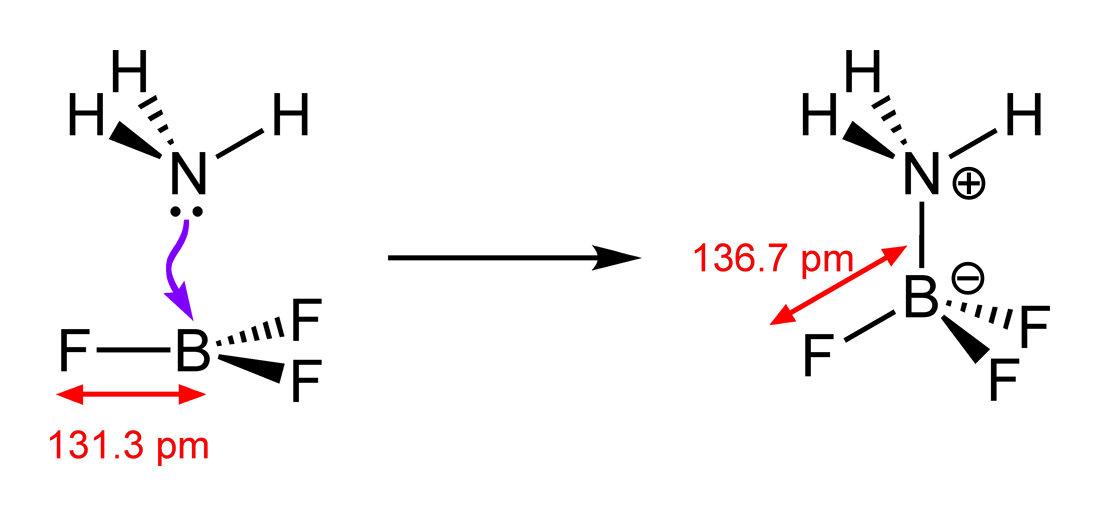
معقد إضافي من الأمونيا وثلاثي فلوريد البورون

مصطلح الرابطة ثنائية القطبية يستخدم في الكيمياء العضوية للمركبات مثل أكاسيد الأمينات والتي يمكن وصفها من التركيب الإلكتروني بأنها قواعد أمينة واهبة إلكترونين لذرة الأكسجين
R3N→O
السهم ← يشير إلى أن الإلكترونين الرابطين نشأا من الأمين. في الرابطة التساهمية القياسية كل ذرة تساهم بالكترون واحد.
R3N+O-

Hexamminecobalt(III) chloride

ومثال على ذلك أين أيون الأمونيوم +NH4 حيث توجد في ذرة النيتروجين في الأمونيا زوج حر من الإلكترونات ويوجد في أيون الهيدروجين الموجب (البروتون) أوربيتال (مدار) فارغ فينتقل زوج الإلكترونات للأوربيتال الفارغ.
وتعتبر الرابطة التناسقية نوعًا خاصًا من الرابطة التساهمية ولكن يختلفان في مصدر زوج الإلكترونات المكون للرابطة.
ومثال آخر على هذه الرابطة في تفاعل النشادر مع كلوريد الهيدروجين لإنتاج ملح كلوريد الأمونيوم. فالرابطة التناسقية تتكون بين (ذرة مانحة) تتكون عليها شحنة موجبة و (ذرة مستقبلة) تتكون عليها شحنة سالبة ويشار إلى الرابطة التناسقية عادةً بسهم يتجه من الذرة المانحة إلى الذرة المستقبلة.

## اقرأ أيضا
- رابطة تساهمية